# Universitätsklinikum Gießen und Marburg
Die Universitätsklinikum Gießen und Marburg GmbH (UKGM) ist ein Klinikum der Rhön Klinikum AG. Es ist hervorgegangen aus den Universitätskliniken der Justus-Liebig-Universität Gießen und der Philipps-Universität Marburg. Es handelt sich um ein Krankenhaus der Maximalversorgung.

## Fusion und Privatisierung
Die Kliniken in Marburg und Gießen wurden durch das Land Hessen mit Wirkung zum 1. Juli 2005 fusioniert, am 2. Januar 2006 in eine GmbH überführt und anschließend durch Verkauf von 95 % der Geschäftsanteile der Universitätsklinikum Gießen und Marburg GmbH privatisiert. Aus einem Bieterverfahren ist im Januar 2006 die Rhön-Klinikum AG als Käuferin hervorgegangen, der Kaufpreis der beiden Kliniken betrug 112 Millionen Euro. 5 % der Geschäftsanteile verbleiben beim Land, das somit faktisch keinen Einfluss mehr auf die Geschäftsführung hat. Gesetzliche Regelungen sollen Forschung und Lehre in diesem Spezialfall gewährleisten, darüber hinaus wurden umfangreiche vertragliche Regelungen zwischen dem Land Hessen, der Rhön Klinikum AG und den beiden Universitäten geschlossen. Das wissenschaftliche Personal ist weiterhin beim Land Hessen beschäftigt und für Dienstleistungen in der Krankenversorgung der GmbH gestellt.
Sowohl das Bundeskartellamt wie auch der Wissenschaftsrat erklärten am 27. Januar 2006 ihr Einverständnis zur Privatisierung. Am 31. Januar 2006 hat der Hessische Landtag mit den Stimmen von CDU und FDP dem Verkauf der Gesellschaftsanteile der Universitätsklinikum Gießen und Marburg GmbH an die Rhön-Klinikum AG zugestimmt. Die erste komplette Universitätskliniksprivatisierung in der öffentlichen Hochschulmedizin Deutschlands war umstritten: Neben einer Bürgerinitiative gab es eine Initiative für ein Volksbegehren gegen die Privatisierung, zahlreiche Protestaktionen und Demonstrationen und politischen Widerstand, weil eine Verschlechterung der Patientenversorgung und der Arbeitsbedingungen befürchtet wurde. Die Initiative zum Volksbegehren wurde wegen sich abzeichnender Erfolglosigkeit mittlerweile eingestellt. Eine Reihe von Mitarbeitern klagte gegen ihren Übergang vom öffentlichen Dienst zur privaten GmbH, ein Verfahren durch alle arbeitsgerichtlichen Instanzen endete beim Bundesverfassungsgericht: dieses hob die für die Mitarbeiter negativ ausgegangenen Entscheidungen des Landesarbeitsgerichts Hessen und des Bundesarbeitsgericht auf und bezeichnete den Übergang der Arbeitsverhältnisse auf die fusionierte Anstalt und spätere privatisierte Gesellschaft als verfassungswidrig. Dem Land Hessen wurde aufgegeben, bis zum Ende des Jahres 2011 eine gesetzliche Neuregelung zu treffen. Diese liegt als „Gesetz zur Stärkung der Arbeitnehmerrechte am Universitätsklinikum Gießen und Marburg“ nun vor und regelt die Rückkehrmöglichkeit für den berechtigten Personenkreis (ca. 4.500 Personen) auf ihr Verlangen in den hessischen Landesdienst.
Nach wie vor gestaltet sich Trennung und Trennungsrechnung zwischen öffentlich-rechtlich organisierter Forschung und Lehre und privater Krankenversorgung schwierig.
2009 bildete sich unter der Bezeichnung „NotRuf 113“ eine Initiative von niedergelassenen und angestellten Ärzten, Pflegekräften, interessierten Bürgern und Juristen, Mitarbeitern des Uni-Klinikums Marburg sowie Patienten und Angehörigen (Stand Juni 2010: 500 Mitglieder). Die Initiative wirft den Betreibern vor, dass seit der Privatisierung die Qualität der Behandlung und Versorgung dramatisch eingebrochen sei. Gleichzeitig wird kritisiert, dass die Rhön-Klinikum AG nach dem Kauf der beiden Universitätskliniken auch in den Markt der ambulanten Versorgung einsteigt und an beiden Standorten Praxen aufkauft und zu Medizinischen Versorgungszentren erweitert. Dadurch, so die Kritik, sei eine freie Arztwahl kaum mehr gewährleistet, denn „Ziel des Konzerns sei es, Geld für seine Aktionäre zu verdienen. Also werde der Patient eines Rhön-MVZ auch in eine Rhön-Klinik überwiesen werden und umgekehrt“.
Rainer Fromm kritisierte im Mai 2010 in der ZDF-Fernsehdokumentation Der Patient als Ware, dass im Klinikbetrieb „Profit vor dem Patientenwohl“ komme. Von in der Dokumentation zu Wort kommenden Ärzten sowie vom Produzenten Rainer Fromm verlangt der Klinikbetreiber Unterlassungserklärungen (Stand Januar 2011). Das juristische Vorgehen der Rhön-Klinikum AG wird von der hessischen SPD und den hessischen Grünen kritisiert. Den Watchblog rhoenwatch.de der Gewerkschaft ver.di schloss die Gewerkschaft im November 2008, da nach ihrer Aussage die Rhön-Klinikum AG gedroht habe, „fies“ zu werden.
Der Autor und Journalist Werner Rügemer kritisierte in einer Analyse der Privatisierung, dass sich die Arbeitsbedingungen im Klinikum verschlechterten, weniger Geld in Forschung investiert werde, der Unterricht für Medizinstudenten regelmäßig ausfällt und die Anzahl der Doktorarbeiten rückläufig ist. Dem stellte er entgegen, dass im Zeitraum von 2015 bis 2019 insgesamt 278,2 Millionen Euro an die Aktionäre ausgeschüttet wurden. Hinzu kamen 10 Millionen Euro an Aufsichtsratsmitglieder, der doppelte Betrag an aktive und ehemalige Vorstände sowie 6 Millionen Euro an das Wirtschaftsprüfungsunternehmen PricewaterhouseCoopers.

### Petition für Rücknahme der Privatisierung
Am 9. November 2021 wurde in Wiesbaden eine Petition an den hessischen Landtag überreicht, die Privatisierung der Universitätskliniken Gießen und Marburg zurückzunehmen. Mehr als 18.000 Menschen hatten sie unterschrieben, die meisten aus Hessen, darunter auch viele Ärztinnen, Pfleger und Patienten des UKGM. Mehr als 18.000 Menschen fordern per Petition an den hessischen Landtag, dass die Privatisierung der Universitätskliniken Gießen und Marburg zurückgenommen wird. Es geht um eine mögliche Rückführung des 2006 privatisierten Universitätsklinikums Gießen und Marburg (UKGM) in öffentliches Eigentum.

### Die Privatisierung im Urteil des Deutschen Hochschulverbandes
In einem vom 16. Juli 2013 datierten Pressemitteilung der Arbeitsgemeinschaft Hochschulmedizin des Deutschen Hochschulverbands, in der die Bundesärztekammer, Deutscher Hochschulverband, Marburger Bund, die Arbeitsgemeinschaft der Wissenschaftlichen Medizinischen Fachgesellschaften und andere ärztliche Organisationen zusammenarbeiten, wurde ein negatives Gesamturteil gefällt. Dort hieß es „dass die Privatisierung des Universitätsklinikums an beiden Universitätsstandorten […] gescheitert sind. Die umfangreichen Investitionen sollen vom Universitätsklinikum Gießen und Marburg aus dem laufenden Haushalt selbst refinanziert werden. Hierzu ist das Universitätsklinikum […] nicht in der Lage.“ Weiter wurden grundsätzliche Standpunkte zur Privatisierung von Universitätskliniken vertreten:

„Die Erfahrungen am Klinikum Gießen/Marburg haben gezeigt, dass die von dem privaten Unternehmen geforderten Renditeerwartungen mit den Aufgabenfeldern eines Universitätsklinikums nicht in Einklang zu bringen sind. Ein Universitätsklinikum besteht nicht nur aus der Behandlung schwersterkrankter Patienten, sondern hat dienende Aufgaben in Forschung und Lehre. Die Unterstützung der Medizinischen Fakultäten bei der Ausbildung von Studierenden ist ebenso Aufgabe der Universitätsklinika wie die maßgeblich an ihnen stattfindende Weiterbildung junger Ärztinnen und Ärzte. Diese Aufgaben stehen in einem natürlichen Spannungsverhältnis zur Erwirtschaftung einer möglichst hohen Rendite. Die Universitätsmedizin sollte daher nach Auffassung der Arbeitsgemeinschaft Hochschulmedizin grundsätzlich als Teil der staatlichen Daseinsfürsorge öffentlich-rechtlich organisiert sein.“

## Standort Gießen

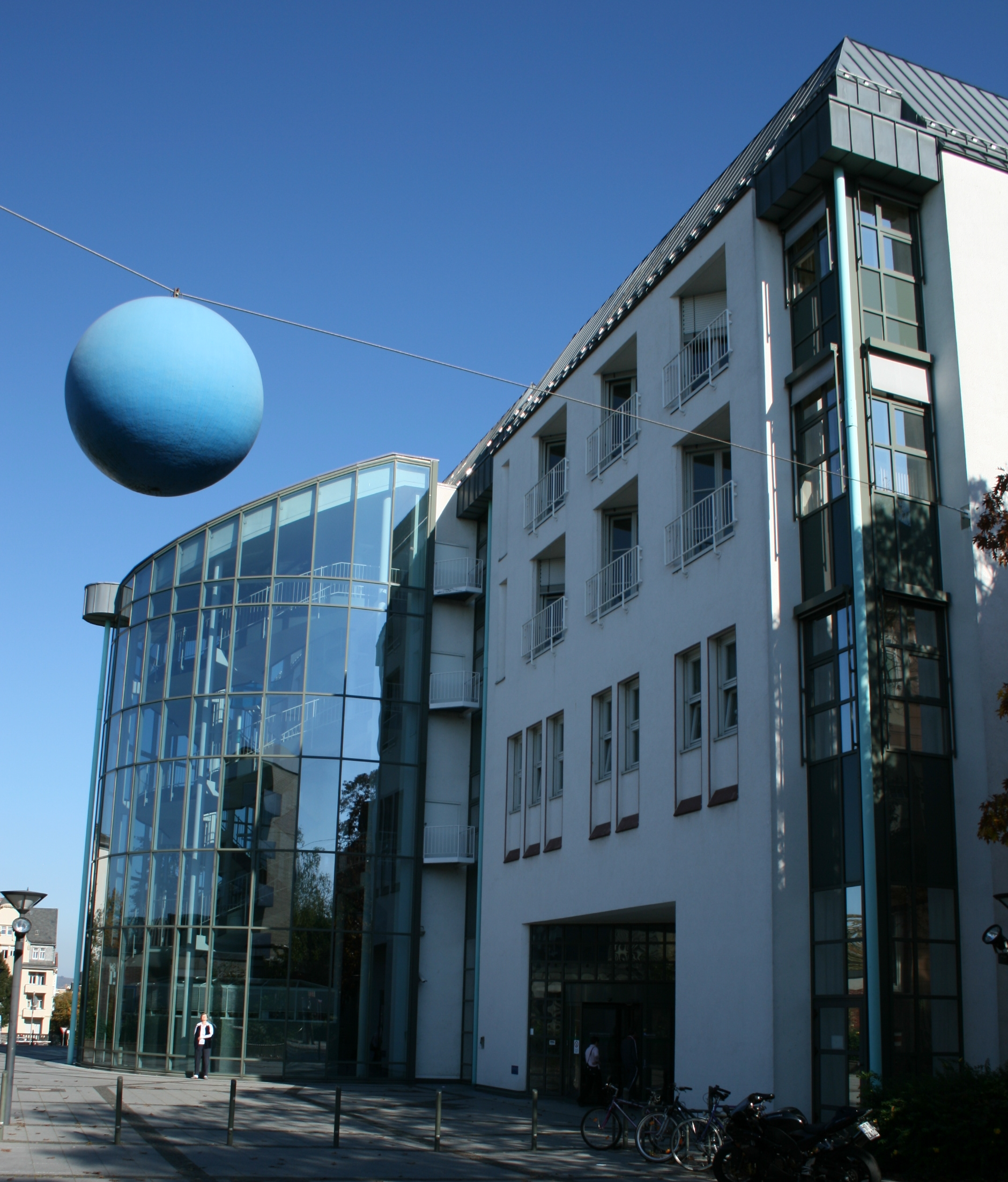
Chirurgie-Neubau am Standort Gießen

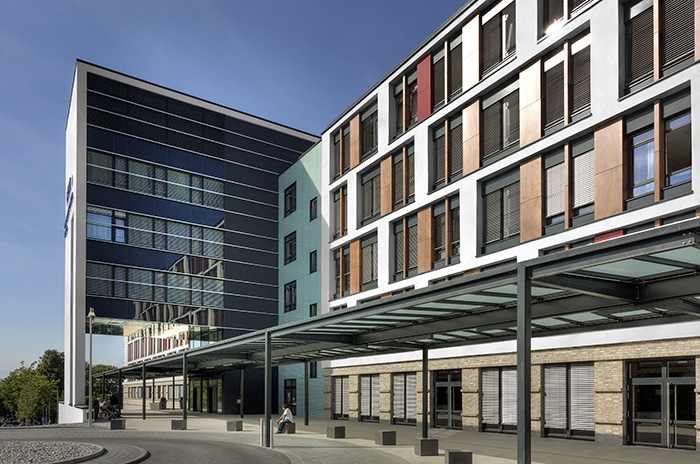
Haupteingang am Standort Gießen

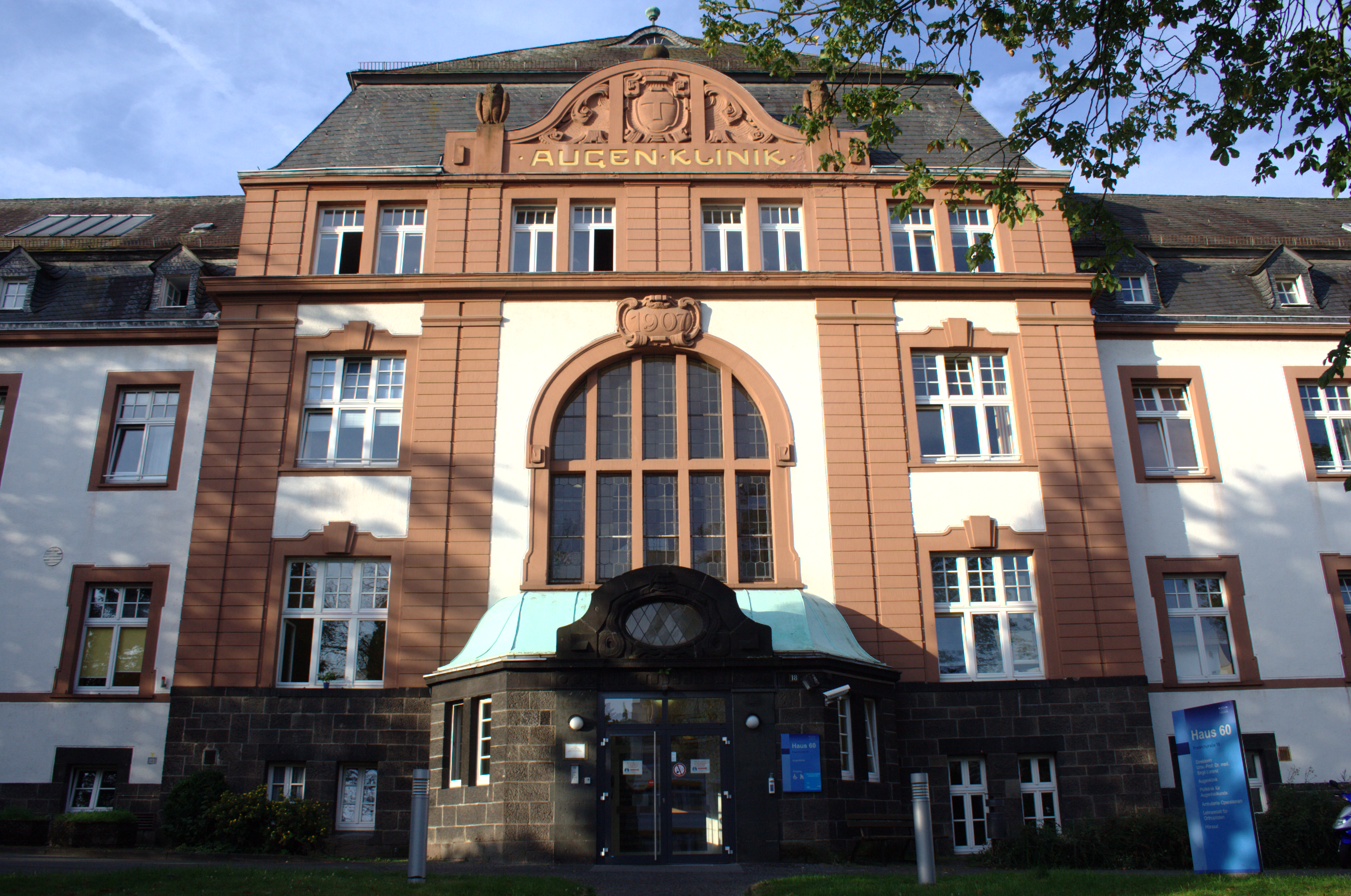
Augenklinik in Gießen

### Zentren
- Zentrum für Augenheilkunde
- Zentrum für Chirurgie, Anaesthesiologie und Urologie
- Zentrum für Dermatologie und Andrologie
- Zentrum für Frauenheilkunde und Geburtshilfe
- Zentrum für Hals-, Nasen- und Ohrenheilkunde
- Zentrum für Humangenetik
- Zentrum für Innere Medizin
- Zentrum für Kinderheilkunde und Jugendmedizin
- Zentrum für Labordiagnostik und Pathologie
- Zentrum für Neurologie und Neurochirurgie
- Zentrum für Ökologie
  - Arbeits- und Sozialmedizin
  - Hygiene und Umweltmedizin
  - Rechtsmedizin
- Zentrum für Psychiatrie
- Zentrum für Psychosomatische Medizin
- Zentrum für Radiologie
- Zentrum für Transplantation
- Zentrum für Zahn-, Mund- und Kieferheilkunde

### Abteilungen
- Anaesthesiologie, Intensivmedizin, Schmerztherapie
- Allgemeinpädiatrie und Neonatologie
- Audiologie
- Diagnostische Radiologie
- Institut für Medizinische Mikrobiologie Gießen
- Institut für Medizinische Virologie Gießen
- Kinderkardiologie
- Kinderradiologie
- Medizinische Psychologie
- Medizinische Soziologie
- Neuropädiatrie, Sozialpädiatrie und Epileptologie
- Neuroradiologie
- Pädiatrie, Hämatologie und Onkologie
- Pädiatrische Pneumologie und Allergologie
- Strahlentherapie

## Standort Marburg

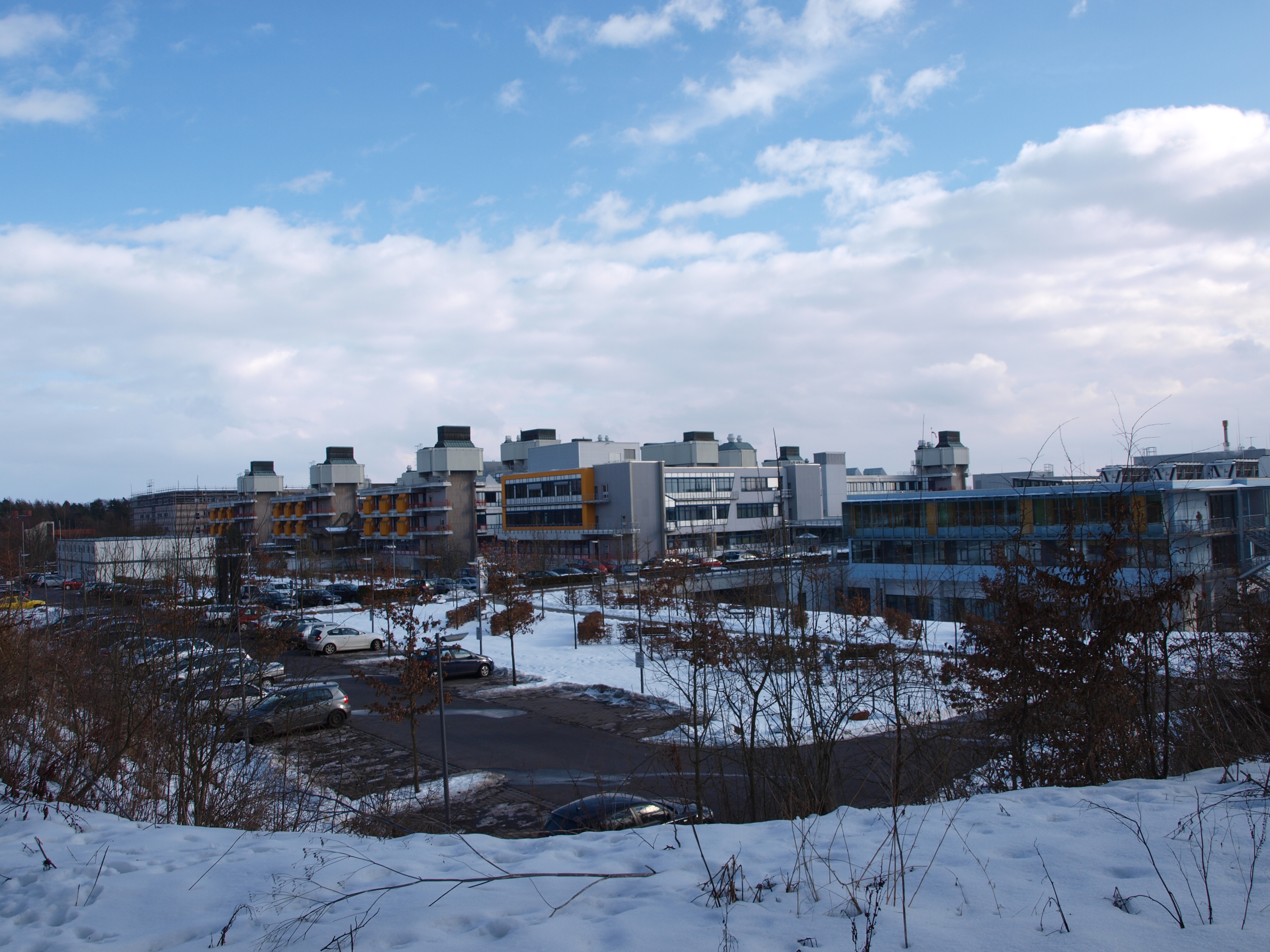
Standort Marburg, ehem. Klinikum Marburg

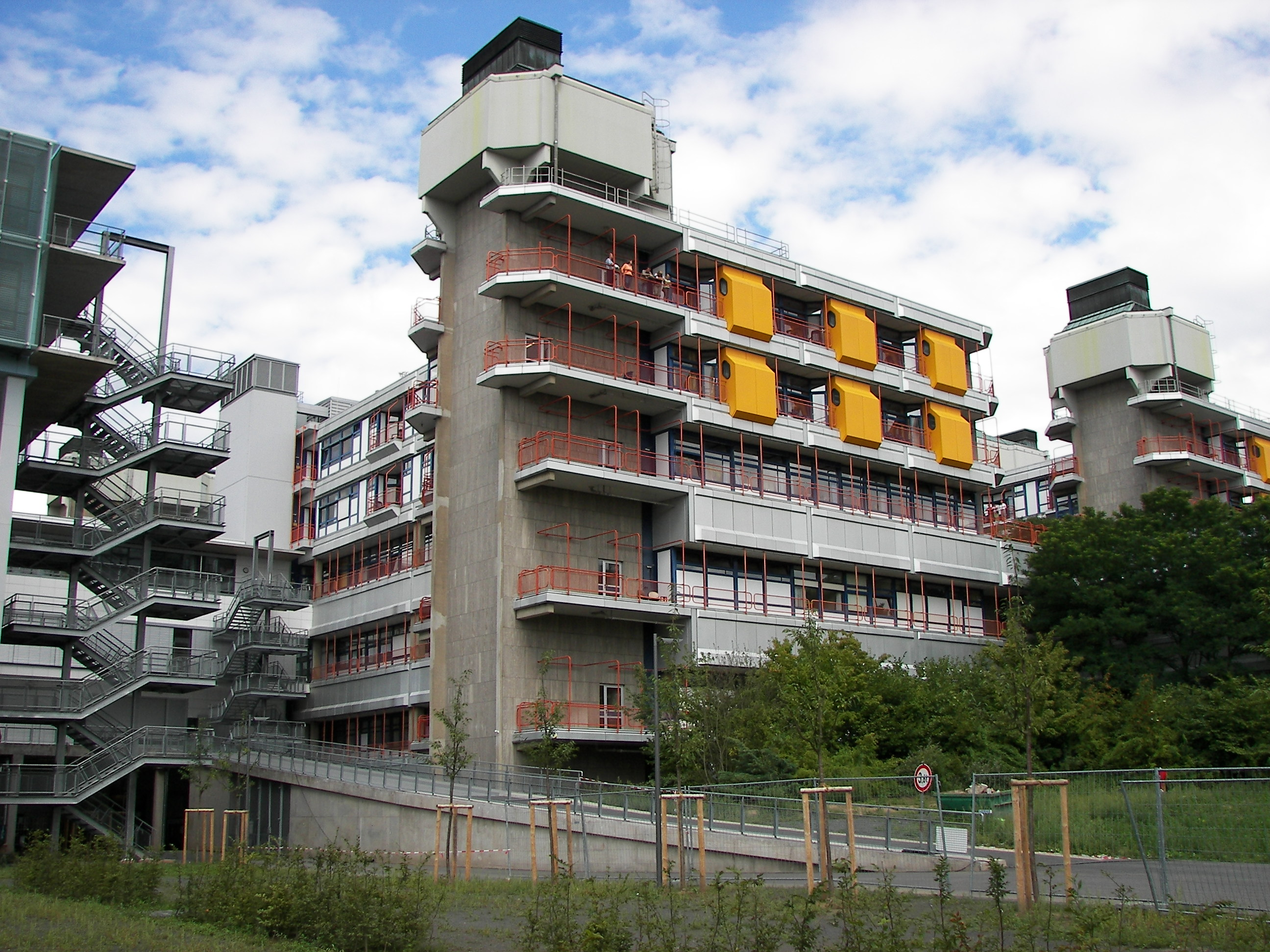
Standort Marburg, Südseite des Hauptgebäudes mit Krankenzimmern (orange)

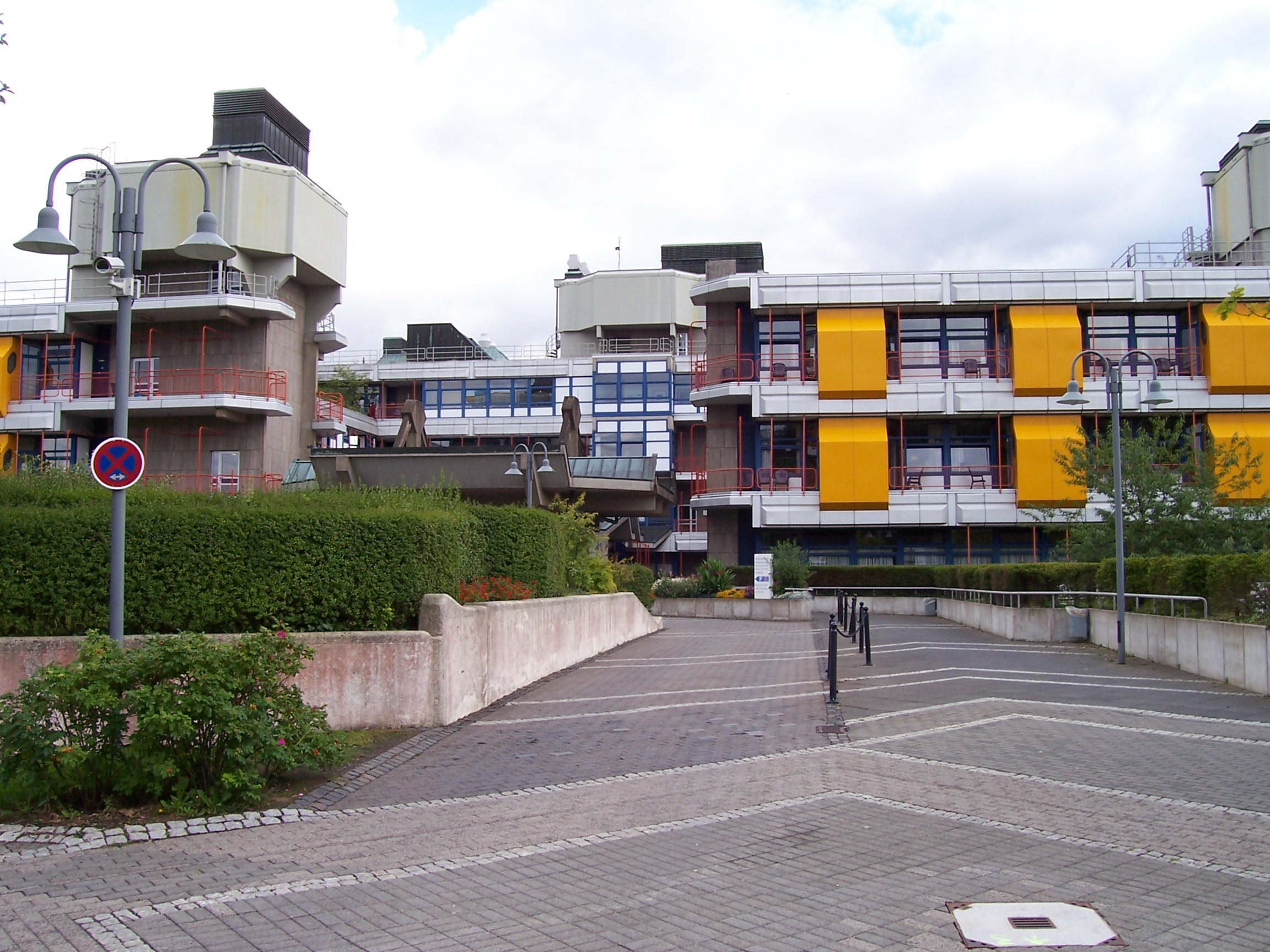
Standort Marburg, Eingang

### Zentren und Abteilungen
- Abteilung für Klinische Chemie und Molekulare Diagnostik – Zentrallaboratorium
- Biometrie und Informatik
- Frauenheilkunde und Geburtshilfe
- Hals-, Nasen- und Ohrenheilkunde
- Innere Medizin
- Institut für Transfusionsmedizin und Hämostaseologie – Universitätsblutbank
- Institut für Virologie der Universität Marburg
- Klinik für Anästhesie und Intensivtherapie
- Klinik für Augenheilkunde
- Operative Medizin
- Pathologie
- Zentrum für Hautkrankheiten
- Zentrum für Humangenetik
- Zentrum für Hygiene und Infektionsbiologie
- Zentrum für Kinder- und Jugendmedizin
- Zentrum für Nervenheilkunde
- Zentrum für Notfallmedizin
- Zentrum für Radiologie
  - Klinik für Diagnostische und Interventionelle Radiologie
  - Klinik für Strahlentherapie
  - Neuroradiologie
  - Klinik für Nuklearmedizin
- Zentrum für unerkannte und seltene Erkrankungen
- Zentrum für Zahn-, Mund- und Kieferheilkunde
- Zentrum für Hämatologie/Onkologie/Immunologie
- Klinik für Neurologie

Durch die Eröffnung des 3. Bauabschnitts am Standort Marburg wurden mit Ausnahme der Psychiatrie sowie der Zahnklinik alle Fachkliniken aus dem Lahntal auf die Lahnberge verlegt und damit an einem Standort zentral zusammengeführt.
Im Oktober 2021 berichtete die hessenschau, die Uniklinik in Marburg werde von einer Kündigungswelle eingeholt. Auf einer Station hätten wegen schlechter Arbeitsbedingungen 15 von 16 Pflegekräften auf einmal gekündigt. Das Uniklinikum habe die "kollektive Kündigungswelle" bestätigt, die ärztliche Direktorin habe unmittelbar Kontakt mit den Betroffenen aufgenommen, um die Beweggründe zu erfahren. Maßgeblich sei "eine spezielle Situation" gewesen, die sich so nicht auf das Universitätsklinikum insgesamt verallgemeinern lasse.

## Von-Behring-Röntgen-Stiftung
100 Millionen Euro des erlösten Kaufpreises wurden vom Land Hessen dazu verwendet, als Anfangskapital eine Stiftung zur Förderung der hochschulmedizinischen Forschung und Lehre an den Universitäten Gießen und Marburg zu gründen. Die Stiftung, die nach den beiden Nobelpreisträgern Emil von Behring und Wilhelm Conrad Röntgen benannt ist, die an den mittelhessischen Standorten geforscht haben, ist damit eine der größten Medizinstiftungen Deutschlands. Sie hat das Ziel, „an beiden Standorten neue Perspektiven für die Hochschulmedizin zu sichern“.

### Stiftungsorgane
Als Präsident der Stiftung wurde nach Joachim-Felix Leonhard ab Dezember 2012 der ehemalige Kanzleramtsminister und Aufsichtsratsvorsitzender der DVAG, Friedrich Bohl, ernannt; die Vizepräsidenten sind der Virologe Hans-Dieter Klenk, Marburg, und die Augenärztin Birgit Lorenz, Gießen. Dazu kommt ein wissenschaftlicher Beirat aus 16 medizinischen Experten. Als Aufsichtsgremium fungiert ein Kuratorium, dessen Vorsitzende die Hessische Staatsministerin für Wissenschaft und Kunst, Angela Dorn ist.

### Preisträger/geförderte Projekte
- 2008 – 1. Förderrunde: 2,6 Mio. Euro für zehn Forschungsprojekte, ein Fellowship, zwei Symposien und drei Reisebeihilfen.[18]
- 2009 – 2. Förderrunde: 1,7 Mio. Euro für acht medizinische Forschungsvorhaben, ein Fellowship, zwei Symposien.
- 2009 – Nachwuchspreise: je 5.000 Euro gehen an Malgorzata Wygrecka und Thomas Strecker.
- 2010 – 3. Förderrunde: 1,7 Mio. Euro für 14 Forschungsprojekte.
- 2010 – Nachwuchspreise: je 5.000 Euro an Ivica Grgić und Stephanie Lefèvre.[19]
- 2010 – Forschungsmedaille: Andreas Oksche